# Erigone prominens
Erigone prominens là một loài nhện trong họ Linyphiidae.
Loài này thuộc chi Erigone. Erigone prominens được Friedrich Wilhelm Bösenberg & Embrik Strand miêu tả năm 1906.